# Ectophasia basalis
Ectophasia basalis är en tvåvingeart som först beskrevs av Johann Wilhelm Meigen 1838.  Ectophasia basalis ingår i släktet Ectophasia och familjen parasitflugor.
Artens utbredningsområde är Tyskland. Inga underarter finns listade i Catalogue of Life.